# Hyponerita similis
Hyponerita similis är en fjärilsart som beskrevs av Rothschild 1909. Hyponerita similis ingår i släktet Hyponerita och familjen björnspinnare. Inga underarter finns listade i Catalogue of Life.